# Roddy Darragon
Roddy Darragon (Annecy, 31 de agosto de 1983) es un deportista francés que compitió en esquí de fondo. 
Participó en dos Juegos Olímpicos de Invierno, en los años 2006 y 2010, obteniendo una medalla de plata en Turín 2006, en la prueba de velocidad individual.

## Palmarés internacional
| Juegos Olímpicos | Juegos Olímpicos | Juegos Olímpicos | Juegos Olímpicos     |
| Año              | Lugar            | Medalla          | Prueba               |
| ---------------- | ---------------- | ---------------- | -------------------- |
| 2006             | Turín (Italia)   | Medalla de plata | Velocidad individual |